# 蘭陵王 (電視劇)
《蘭陵王》為2013年台灣與中國合拍古裝偶像劇，由北京東王文化、台湾柏合麗娛樂傳媒集團、上海上影英皇和上海耀客傳媒聯合出品。由馮紹峰、林依晨、陳曉東領銜主演。投資金額近1億元人民幣，籌備期長達5年。2012年4月16日開機拍攝，8月10日殺青。2013年8月14日，在中國大陸四大省级衛星電視頻道同步播出，台湾於2013年8月23日在中視數位台上檔。馮紹峰除擔綱主演外還負責監製。另外，劇集版權還向香港、泰國、日韓等亞太地區市場發行。書法題字由台灣書法家呂敏榮書寫。

## 劇情概要
一千四百多年前，北朝战乱不断，北周宇文邕（陳曉東 飾）屢屢侵霸邊界，誓言要成為北朝的霸王。北齊在驍勇善戰的蘭陵王（馮紹峰 飾）带领之下，抵御强敵，筑起一道堅實的城墙。蘭陵王在一次與北周的交戰中，意外闖入隐居在兩國邊境上擁有預知先機能力的巫咸族后人的村落。白山后人楊雪舞（林依晨 飾）被迫卷入兩軍爭亂被人稱“天女”。
楊雪舞在亂世之中結識了蘭陵王和北周皇帝宇文邕。楊雪舞的奶奶（呂中 飾）預言，蘭陵王將功高震主被賜死。楊雪舞不顧奶奶反對與蘭陵王產生感情；宇文邕為了稱霸一方想要得到楊雪舞獲得作為白山後人的力量相助。楊雪舞與蘭陵王經歷多番磨難，最终衝破重重阻撓共结連理。楊雪舞想起奶奶的預言決心守護蘭陵王；兩人在封地内勵精圖治深得民心。北齊皇帝高湛（何中華 飾）聞後不吝溢美之詞，而引起太子高緯（翟天臨 飾）的妒忌。高緯偶然收留了對蘭陵王因愛生恨的鄭兒（毛林林 飾）在爭鬥中竟錯手將父親殺害而繼帝位，稱帝之後以馮小憐的身份將鄭兒封為皇后使得蘭陵王陷入内優外患之中，楊雪舞下定決心與蘭陵王共生死。

### 與史實的差異
劇中高緯在北齊面臨亡國時手刃馮小憐（鄭兒）後服毒自盡，高延宗則自行離去，而在歷史上高緯、馮小憐在北齊戰敗而亡後被俘虜，而高延宗則被擁立而稱帝後戰敗被俘。

## 播出時間

### 首播
| 頻道                                | 所在地       | 首播日期       | 播出時間                         | 備註                                                                                  |
| ----------------------------------- | ------------ | -------------- | -------------------------------- | ------------------------------------------------------------------------------------- |
| 浙江衛視 東方衛視 深圳衛視 雲南衛視 | 中国大陆     | 2013年8月14日  | 19:30                            | 週一至週四3集，週五至週日2集                                                          |
| 中視主頻                            | 臺灣         | 2013年8月23日  | 20:00                            | 週一至週五2集                                                                         |
| 中視HD台                            | 臺灣         | 2013年8月23日  | 20:00                            | 週一至週五2集                                                                         |
| 中天娛樂台                          | 臺灣         | 2013年10月24日 | 20:00                            | 週一至週五1集                                                                         |
| 龍華戲劇台                          | 臺灣         | 2013年11月1日  | 19:00                            |                                                                                       |
| 龍華偶像台                          | 臺灣         | 2013年11月1日  | 21:00                            |                                                                                       |
| KTSF 26頻道                         | 美国         | 2013年9月9日   | 9pm                              | 周一至周五 9-10pm                                                                     |
| 洛城18台                            | 美国         | 2013年10月8日  | 7pm                              | 周一至周五 7-8pm                                                                      |
| 星和娛家戲劇台                      | 新加坡       | 2013年12月26日 | 22:30                            | 週一至週四1集                                                                         |
| 新传媒8频道                         | 新加坡       | 2014年12月13日 | 22:30                            | 每周六播映两集 由于片源问题12月20日并没播出                                           |
| Astro全佳HD                         | 马来西亚     | 2014年1月15日  | 19:00                            | 週一至週五播出 Astro全佳HD一周年鉅獻                                                  |
| Astro AEC                           | 马来西亚     | 2014年9月15日  | 18:00                            | Astro AEC与Astro AEC HD与2014年11月16日启播, 并同步播出，大结局（第46集）将会同步播出 |
| BS富士                              | 日本         | 2014年2月6日   | 15:00                            | 週一至週五播出（日語配音）                                                            |
| LaLa TV                             | 日本         | 2014年7月1日   | 08:30                            | 週一至週五上午/晚間重播（日語配音）                                                   |
| 京都放送                            | 日本         | 2014年8月19日  | 23:00                            | 毎週火曜日23：00～                                                                    |
| 煲劇2台                             | 香港         | 2014年3月31日  | 22:30                            | 週一至週五播出（粵語配音）                                                            |
| 高清翡翠台                          | 香港         | 2014年11月3日  | 23:45                            | 週一至週五播出，高清劇場（粵語配音）                                                  |
| 翡翠台                              | 香港         | 2016年5月17日  | 10:30                            | 週一至週五播出（粵語配音）                                                            |
| AsiaN（電視頻道）                   |              | 2014年4月1日   | 23:00                            | 周一至周五每天2集                                                                     |
| CHING                               | 2014年4月4日 |                | 周一至周五每天2集（5-7PM,3-4AM） |                                                                                       |
| 城市电视台                          | 加拿大       | 2015年2月6日   |                                  | 逢星期一至五 西岸时间2:00 PM, 8:30 PM                                                 |
| GEM TV ASIA                         | 越南         | 2015年4月12日  |                                  | 每週一至週五 7-8PM                                                                    |
| Channel 7                           | 泰國         | 2016年3月29日  |                                  | 每週一-週四下午3:10                                                                   |

### 重播
| 頻道       | 所在地   | 日期             | 時間                        |
| ---------- | -------- | ---------------- | --------------------------- |
| 浙江衛視   | 中国大陆 | 2013年8月15日起  | 每日13點                    |
| 广东卫视   | 中国大陆 | 2014年1月1日起   | 每天19:30                   |
| 山西卫视   | 中国大陆 | 2014年           | 每天13：55                  |
| 广西卫视   | 中国大陆 | 2014年4月5日起   | 周六、日白天                |
| 中視主頻   | 臺灣     | 2013年8月23日起  | 週二至六24點 週一至五8-10點 |
| 中視主頻   | 臺灣     | 2014年1月9日起   | 週一~週四16、22點           |
| 龍華戲劇台 | 臺灣     | 2013年11月9日起  | 週六、週日21點              |
| 龍華戲劇台 | 臺灣     | 2013年12月13日起 | 週一至五17點                |
| 龍華戲劇台 | 臺灣     | 2014年4月21日起  | 週一至五21點                |
| 龍華戲劇台 | 臺灣     | 2014年1月30日起  | 12點至20點，至2014年2月4日  |
| 東森戲劇台 | 臺灣     | 2016年12月3日起  | 週六、週日20點至22點        |

## 登場人物

### 主要演員
| 演員                | 角色   | 介紹 | 原版登場集數                          | 国语配音 | 粤语配音            |
| 馮紹峰 童年：蘇晗燁 | 高長恭 | 蘭陵王、男主角。神武帝高歡之孫，文襄帝高澄第四子 相貌柔美，楊雪舞最初曾误认为其是女性；并且每次上陣作戰時都會戴上猙獰的面具，以嚇退敵人。是北齊心性柔善的不敗戰神。 眾人眼中的蘭陵王高傲得看不上任何一個女人，其實他只是不想自己妃子也與母親同樣命運，希望終其一生只選一名女人共度。沒想到高長恭卻意外的被聰明與善良的雪舞所吸引，他要如何對抗自己的悲劇般的宿命，永遠守護著雪舞，成了他一生的最大難題。 | 全劇                                  | 张震     | 關令翹 童年：袁淑珍 |
| 林依晨 童年：蔣依依 | 楊雪舞 | 巫咸天女、蘭陵王王妃、女主角。 巫咸族後人，自小與奶奶隱居在如桃花源般的白山村，為了避免禍端，奶奶刻意不讓雪舞學會巫咸族的預知先機能力，也企圖改變雪舞的命運。然而雪舞在一次的因緣際會下踏出村外而捲入周齊兩國的戰亂，成為北齊戰神蘭陵王及北周皇帝宇文邕相爭的天女，因此善良的雪舞開始用盡一切辦法，也要挽救蘭陵王和宇文邕兵戎廝殺的命運...                                                               | 全劇                                  | 原音     | 张颂欣              |
| 陳曉東              | 宇文邕 | 阿怪、北周武帝。 冷靜、睿智、善於策略工計，自信以自己的能力足以稱霸北朝。但蘭陵王的不敗戰績，是他唯一攻不破的北齊城牆。與蘭陵王之間有英雄相敬、相惜之情，可惜兩人註定站在敵對的兩方。為了繁盛北周王朝，決心從蘭陵王手中搶走被視為天女的雪舞，沒想到雪舞竟逐漸擾亂他的心緒，讓他再也無法冷靜地判斷是非，他這才發現自己想要的已非天女，而是雪舞這個女人。                                                  | 5-11、14-17、20、26-28、31、34、37-46 | 王凯     | 李致林              |

### 北齊
| 演員              | 角色        | 介紹 | 原版登場集數                                            | 国语配音 | 粤语配音            |
| 翟天臨            | 高緯        | 北齊皇太子，後來的齊後主，北齊第五代皇帝。 高長恭、高延宗、高百年的堂兄弟。 幕後中的大boss；人性醜與善都被放大到了極致。自小被蘭陵王比較，活在蘭陵王陰影之下，然而為了一生摯愛的女人－鄭兒，甘願被愛情蒙蔽雙眼與理智，即使知道鄭兒在背後操控自己，變成傀儡。甚至在祖珽與鄭兒的計畫下毒害自己親生父皇，也依然假裝不知，甚至在中箭的鄭兒懷中自行服過量毒藥身亡。 | 7-12、14、18、24-46                                     | 原音     | 周倚天              |
| 毛林林            | 馮小憐/鄭兒 | 胡皇后的婢女、後爲北齊後主高緯的馮淑妃後改封皇后。個性文靜卻善始手段，做起壞事一點都不著痕跡，在劇中多次害人且依然裝無辜，總是笑裡藏刀般地多次陷害忠人，曾使雪舞與蘭陵王發生爭執。 但也是因為婢女時期因蘭陵王一次無意間為她撿拾掉落的髮簪而心生仰慕，而太子高緯也因她陪伴在側從此一往情深。 後被胡皇后和祖珽藉由選妃之時用計正式以英國公遺女身份派去接近蘭陵王並且聽信祖珽所贈香囊是斷緣符一說放置雪舞床下，不料事後被皇帝以連坐罰方式被流放為官奴。逃走後被收留在蘭陵王府還這期間企圖離間雪舞與蘭陵王感情，終被蘭陵王識破後流放在樹林中被附近巧遇的兩名獵戶給凌辱，本想就地輕生卻被恰好路過的高緯給救下。 回宮後因不滿自己只能被高緯藏在倚霞殿便殺害自小與自己一同進通侍奉皇后的宮女兼好友馮小憐，此後便以小憐的身份開始對高緯和蘭陵王、雪舞使出許多心計逼害他們。後期更對皇上高緯下毒讓他變成自己的傀儡。最終被逼迫走入絕路的高緯同樣因愛生恨以毒箭射中身亡。 | 10、12、13、18-26 、28-46                               | 季冠霖   | 成瑤孆              |
| 胡宇威            | 高延宗      | 安德王，高長恭同父異母的弟弟兼副將。 安德王和蘭陵王境遇相仿，五、六歲時才被接入宮中，從小就黏在四哥蘭陵王後頭當跟屁蟲，長大後更是只聽蘭陵王一人的話。正因此叔叔高湛（北齊武成帝）讓他擔任蘭陵王副將一職，好讓蘭陵王就近看管他。 身為五弟，對高長恭永遠兄弟相挺，但無法理解四哥不像其他王早早娶妃納妾，直到讓他覺得能匹配高長恭的女人楊雪舞終於出現，便拚命地湊合並保全兄嫂二人。 風流倜儻愛花言巧語，幽默且點子多，府內小妾成群；但王府沒落後人去樓空，終娶對他不離不棄的小翠過門。 | 1-15、17-20、23-36、38-46                               | 陈浩     | 周良鴻              |
| 朱海君            | 小翠        | 蘭陵王府婢女。 專事蘭陵王妃楊雪舞，嘴甜且相當忠心，與雪舞之間情同姊妹而非主僕。在鄭兒還在王府時就對鄭兒有所防備，時常阻撓鄭兒接近雪舞及蘭陵王，兩者皆是對方為眼中釘。於是被當上淑妃的鄭兒陷害竊取金鐲子，後為安德王的小妾。 | 12、13、15、18-24、28、31-34、38 42、46                 | 白雪岑   | 羅杏芝              |
| 何中华            | 高湛        | 齊武成帝，長廣王，北齊第四代皇帝。 高緯之父，高長恭、高延宗及高百年的叔父。 弒兄篡位，被自己的兒子高緯所殺害。 | 11、13、14、18、20、22-24、28-30、31-32(回想)、40(回想) |          | 陳廷軒              |
| 李文玲            | 皇太后      | 高長恭、高延宗、高緯、高百年的奶奶。 高湛、高演之母，北齊始祖神武帝高歡之妻。 個性爽朗，疼愛蘭陵王。在選妃期間假扮成蘭陵王的奶媽福姥，相當喜愛楊雪舞的純真不做作，故於選妃事件後賜雪舞姓氏鄭並賜婚予蘭陵王為鄭妃。更在兩人大婚當天收雪舞為乾孫女，讓她以公主身分風光出嫁，親自以娘家長輩身分牽其迎青廬。最後被鄭兒派去的殺手給殺害。 | 12、14、15、19、21-23、31                               |          | 雷碧娜              |
| 戴春荣            | 胡皇后      | 高緯之母，高湛之皇后。 身為高緯的親生母親，一心剷除任何可能阻撓他即位的威脅。選妃事件後被打入冷宮。 | 11-14、24                                               |          | 沈小蘭              |
| 张国庆            | 祖珽        | 太卜，北齊奸臣，有觀天象占卜能力。 與太子高緯及胡皇后結黨想除掉蘭陵王和雪舞，卻在事後因選妃事件而被打入大牢，高緯成為皇帝後回復地位後抓住雪舞與宇文邕，逼迫宇文邕服毒才能換雪舞一命但終被高長恭所殺。 | 7-14、28-44                                             | 赵述仁   | 招世亮              |
| 李东翰            | 楊士深      | 北齐名将。 在高長恭多次征战中起到至关重要的作用，也曾多次保护高長恭取得战役的胜利，与高長恭亦友亦僕，是患难之交的好兄弟，一開始對雪舞之間並無好感，但在見識其智慧後轉而支持湊合雪舞与高長恭兩人在一起，在後期雪舞与高長恭因鄭兒引發爭執時，在旁點醒高長恭而讓鄭兒的詭計曝光。 | 1-11、24-26、34、42、43、46                             |          | 李鎮然              |
| 王天野 童年：鄭偉 | 斛律須達    | 北齐名将，高長恭的好友、斛律光的兒子。 為人重情重義，影響著高長恭的少年。在一次與周軍的搏鬥中被周軍俘虜在獄中受盡箭刑之苦。周軍爲了引出高長恭將其示斬，最後被高長恭等人給救回仍因傷勢過重不幸身亡。 | 1-5                                                     |          | 麥皓豐 童年：黃麗芳 |
| 卢勇              | 斛律光      | 北齊大將軍，斛律須達之父。一生忠於北齊，但在高緯的無道暴政下曾有辭官歸隱之心。 後在周齊兩國交戰中，因忠言逆耳被高緯用弓線勒死。 | 3、5、7、9-11、19、28-31、36、42、45                    |          | 葉振聲              |
| 賀鏹              | 段韶        | 北齊太師，高長恭的老師。 於高長恭六歲時，奉旨將其從民間帶回宮中。後被馮小憐（鄭兒）亂賜死。 | 3-10、19、28-31、36、42、45-46                          | 宣晓鸣   | 张炳强              |
| 王跃              | 独孤永业    | 北齊武將。 | 9                                                       |          | 麥皓豐              |
| 魏峰              | 段思文      | 北齊洛州刺史。 | 9                                                       |          | 林筠翔              |
| 余心恬            | 馮小憐      | 鄭兒自小的好友，後被鄭兒毒死盜用其身份危害百姓。 | 11-14、31-32                                            |          | 何寶珊              |
| 于子宽            | 督水使      | 因家人被馮小憐（鄭兒）給挾持而無奈開閘洩水造成大旱災，後被蘭陵王帶回鄴城處置。 | 34                                                      |          | 陳卓智              |
| 高兰村            | 高演        | 齊孝昭帝，北齊第三代皇帝。 高百年之父，高緯之伯父，高長恭、高延宗叔父，高湛之六兄。 被其弟高湛弒兄篡位。 | 28                                                      |          | 陳永信              |
| 陈鹏宇            | 高百年      | 高演之子，高湛之姪兒，高長恭、高延宗、高緯的堂兄弟。 被高湛所殺。 | 28                                                      |          | 伍秀霞              |
| 鄧莎              | 高長恭之母  | 流民、軍妓，不知名姓。 一生只侍奉過高長恭之父高澄，在懷著長恭後逃出軍營，於長恭六歲進宮時與兒分離，其后下落不明。 | 9                                                       |          | 曾佩儀              |
| 徐福来            | 老王        | 蘭陵王府管家。 為人老實，盡忠蘭陵王。 | 12、13、15、18-24、28-36                                |          | 張錦江              |
| 崔漫莉            | 婁千金      | 王妃候選人 | 12、13                                                  |          | 朱妙蘭              |
| 陈欣予            | 劉千金      | 王妃候選人 | 12、13                                                  |          | 吳羨婷              |
| 朱程鑠            | 李千金      | 王妃候選人 | 12、13                                                  |          |                     |
| 雷洋              | 王千金      | 王妃候選人 | 12、13                                                  |          |                     |
| 連萌              | 禮部侍女    | 高湛派去蘭陵王府教導蘭陵王妃禮儀的侍女，相當一板一眼。 | 18、32                                                  |          |                     |
| 袁藝              | 禮部侍女    | 高湛派去蘭陵王府教導蘭陵王妃禮儀的侍女，相當一板一眼。 | 18、32                                                  |          | 陸惠玲              |
| 張海霞            | 禮部侍女    | 高湛派去蘭陵王府教導蘭陵王妃禮儀的侍女，相當一板一眼。 | 18、32                                                  |          |                     |
| 趙雨婷            | 禮部侍女    | 高湛派去蘭陵王府教導蘭陵王妃禮儀的侍女，相當一板一眼。 | 18、32                                                  |          |                     |

### 北周
| 演員   | 角色       | 介紹 | 原版登場集數                          | 国语配音 | 粤语配音 |
| 王笛   | 阿史那皇后 | 北周皇后。 突厥長公主，氣質雍容。一心寄望北周武帝宇文邕能一統北朝，因此，她替自己夫君做她所能做的一切，但卻發現在宇文邕心裡徹底輸給了雪舞，她該如何挽回她夫君的心….                                                   | 3-7、11、14-17、31、39-41、44         | 李世榮   | 柚子蜜   |
| 郑晓宁 | 宇文护     | 北周大冢宰。 宇文邕的皇叔（第一集中奶奶曾提到，宇文邕乃宇文護之姪，由此推論。但正史宇文護是堂哥），野心甚大且多疑殘忍，曾殺死宇文邕之兄，北周前兩代皇帝宇文覺、宇文毓。宇文邕隱忍其十二年，最終被宇文邕用計親手殺死。 | 11、15-17                             |          | 朱子聰   |
| 王峥   | 宇文神举   | 宇文邕屬下及親信，對宇文邕十分忠誠。 | 4-11、14-17、20、26-28、31、34、37-46 | 赵毅     | 黃積權   |
| 赵毅   | 尉迟迥     | 北周將軍。 好大喜功、只為勝利不擇手段，但對宇文邕十分忠誠且對母親極為孝順。後為宇文護用計殺死。（与历史上死因、死期不同）                                                                                             | 1-6、8、9、16                         |          | 劉奕希   |
| 宗峰岩 | 宇文毓     | 宇文贞之父、宇文邕同父異母兄長，北周第二代皇帝。 為保全宇文邕能安全登上皇位，甘願服毒而死。 | 17                                    | 赵毅     | 蕭徽勇   |
| 张籽沐 | 宇文贞     | 宇文毓遺女。 宇文邕極為寵愛，視為己命。患有哮喘，長期服藥。喜喚宇文邕「小馬兒」。 | 11、14-17、39-42                      |          | 羅孔柔   |
| 黄心娣 | 玉兔       | 庫西莫族人，宇文邕安排在宇文護身旁的眼線。 後被宇文护的部屬李安用鋼針刺頭而死。 | 10、11、14-17                         | 张凯     | 黃瑩瑩   |
| 卢映   | 李安       | 北周官員，時常出現在宇文護身旁。 逢迎拍馬是他的生存之道，被蘭陵王殺死。 | 11、15-17                             |          | 陳欣     |
| 韓棟   | 楊堅       | 神祕黑衣人，未來的隋文帝。 帶著五色鳥來白山村求雪舞奶奶的十年一卜，請其占卜未來天下大勢。 | 1、44-46                              | 赵毅     | 陳欣     |

### 其他
| 演員   | 角色     | 介紹 | 原版登場集數               | 粤语配音 |
| 魏千翔 | 韓曉冬   | 雪舞的好友。 原為齊、周兩國邊境的賤民村貧民，為了奶奶的病和一絲生存的希望，欺騙雪舞上南汾客舍。後在賤民村巧遇雪舞，在雪舞拯救賤民村後，暗戀雪舞，始終對她忠心耿耿，真心相待。後觸動於雪舞與蘭陵王之間的真情，決定以自己卑微的力量努力守護如月亮般的王妃夫人。最後為保護雪舞而被亂箭射死。                                                                                      | 3、5-14、18-21、24-38      | 張方正   |
| 呂中   | 楊林氏   | 雪舞的奶奶。 巫咸族的天女，擅通占卜和預知未來之事，是族人中唯一還有著先祖遺留的先知能力之人。在戰亂之中失去兒子和媳婦，從而躲進白山村避世與雪舞相依為命。因為楊堅冒險占卜導致失明。 由於擔憂雪舞的命運會多舛所以禁止她學占卜等與巫咸族有關的事物，只希望雪舞與其他平凡女子一樣平凡度過一生。卻導致雪舞被村民們給歧視。然而不管多麼用心的制止一切發生始終鬥不過上天之中的安排。 | 1-3、10-14、27             | 林丹鳳   |
| 牟紫   | 飞燕     | 白山村的民女 | 1、2                       | 羅杏芝   |
| 张婕   | 牡丹     | 白山村的民女 | 1、2                       | 凌晞     |
| 张心灵 | 落花     | 白山村的民女 | 1、2                       | 何寶珊   |
| 吕新瞬 | 莽汉     | 雪舞出白山村後，在南汾州城落相撞想藉此敲雪舞竹槓的人。實為南汾客舍的老闆。 | 3-5                        | 林保全   |
| 廖松海 | 店家娘   | 南汾客舍的老闆娘，專門拐騙外地的女性做買賣。 | 3-5                        | 许盈     |
| 唐鑫   | 香菱     | 北周皇后的貼身侍女。 | 39-41、44                  |          |
| 孙艺宁 | 红萼     | 北齊皇后馮小憐（鄭兒）的貼身侍女。與淑妃陷害小翠，45集被當成鄭兒的替身 | 31-45                      | 羅孔柔   |
| 袁珉   | 四喜     | 服侍過先皇高湛，最後被高緯賜毒酒致死。 |                            | 劉昭文   |
| 傅风男 | 阿贵     | 韓曉冬的朋友，阿富的哥哥 | 5-10、19                   | 陳灝瑋   |
| 陈建兴 | 阿富     | 韓曉冬的同学，阿贵的弟弟 | 6-10、19                   | 李震權   |
| 熊梓菱 | 小泪花   | 韩晓冬的闺蜜 |                            |          |
| 冯茗惊 | 阿吉     | 小泪花的朋友，阿翔的哥哥 |                            |          |
| 刘鹏宇 | 阿翔     | 小泪花的同学，阿吉的弟弟 |                            |          |
| 周金凤 | 晓冬奶奶 | 齊周兩國邊境的村民，在宇文邕被周國禁衛軍救出的混戰中不幸中箭身亡。 | 5、6                       | 袁淑珍   |
| 焦真   | 狗剩妈   | 原為齊、周兩國邊境的村民。後被宇文邕接到大周，照顧雪舞和平安母子倆。 | 5、10、19、42-44           | 黃麗芳   |
| 马欢胤 | 奴隶     | 鄭兒流放時認識的奴隶 | 18-19                      | 何璐怡   |
| 儲文明 | 馬賊頭目 | 流浪强盗 | 23-27                      | 馮志輝   |
| 卢金聪 | 小囚犯   | 死里逃生仍被皇后所殺的小囚犯。 | 33                         | 伍秀霞   |
| 闫坤业 | 阿文     | 曾參加邙山一戰，後來隨著蘭陵王的軍隊回城。其母親攔住雪舞的轎子，懇求雪舞為他縫補鞋子以祈求平安。後隨母親經過河邊搭救掉落山崖的雪舞一命。 | 11、36-38                  | 鄧志堅   |
| 刘唤英 | 阿文娘   | 長子二子三子皆戰死沙場，僅存一兒阿文，兩人相依為命。 | 11、36-38                  | 許盈     |
| 楊豪   | 平鑒     | 阿文好友 |                            |          |
| 張子強 | 高平安   | 高长恭和杨雪舞的儿子，旁白暗示为高元简的父亲 |                            | 黃昕瑜   |
| 宣晓鸣 | 旁白     | | 1、9、17、36、41-42、44-46 | 張炳強   |

## 收視率

### 中国大陆首播收視率
| 中国 浙江卫视 / 深圳卫视 / 东方卫视 / 云南卫视首播收视率 |               |              |      |              |      |               |      |              |      |                                        |
| 集數                                                     | 日期          | 浙江衛視     | 排名 | 深圳衛視     | 排名 | 東方衛視      | 排名 | 雲南衛視     | 排名 | 備註                                   |
| 1-3                                                      | 2013年8月14日 | 0.727 (2.00) | 3    | 0.434 (1.19) | 10   | 0.332 (0.91)  | 12   | 0.196 (0.54) | 17   | 深圳衛視於21點45分結束，其餘衛視為22點 |
| 4-6                                                      | 2013年8月15日 | 0.876 (2.44) | 2    | 0.483 (1.34) | 9    | 0.382 (1.06)  | 13   | 0.250 (0.7)  | 16   |                                        |
| 7-8                                                      | 2013年8月16日 | 1.118 (3.13) | 2    | 0.540 (1.51) | 10   | 0.424 (1.17)  | 12   | 0.258 (0.70) | 16   |                                        |
| 9-10                                                     | 2013年8月17日 | 0.877 (2.53) | 2    | 0.412 (1.18) | 12   | 0.438 (1.25)  | 11   | 0.199 (0.57) | 20   |                                        |
| 11-13                                                    | 2013年8月18日 | 0.940 (2.67) | 2    | 0.551 (1.55) | 8    | 0.508 (1.45)  | 11   | 0.257 (0.73) | 18   |                                        |
| 14-16                                                    | 2013年8月19日 | 1.109 (2.81) | 2    | 0.578 (1.59) | 7    | 0.404 (1.12)  | 12   | 0.223 (0.62) | 19   |                                        |
| 17-19                                                    | 2013年8月20日 | 1.118 (3.04) | 2    | 0.676 (1.83) | 6    | 0.411 (1.11)  | 13   | 0.239 (0.66) | 17   |                                        |
| 20-22                                                    | 2013年8月21日 | 0.976 (2.62) | 2    | 0.594 (1.59) | 9    | 0.391 (1.05)  | 15   | 0.215 (0.59) | 19   |                                        |
| 23-25                                                    | 2013年8月22日 | 1.108 (2.93) | 3    | 0.657 (1.75) | 8    | 0.392 (1.06)  | 14   | 0.208 (0.57) | 18   |                                        |
| 26-27                                                    | 2013年8月23日 | 1.125 (3.15) | 2    | 0.599 (1.67) | 8    | 0.515 (1.414) | 10   | 0.279 (0.77) | 18   |                                        |
| 28-30                                                    | 2013年8月24日 | 1.061 (2.94) | 2    | 0.456 (1.24) | 11   | 0.559 (1.53)  | 8    | 0.260 (0.72) | 17   |                                        |
| 31-32                                                    | 2013年8月25日 | 1.238 (3.32) | 2    | 0.594 (1.57) | 7    | 0.505 (1.41)  | 12   | 0.28 (0.79)  | 16   |                                        |
| 33-35                                                    | 2013年8月26日 | 1.275 (3.47) | 2    | 0.594 (1.61) | 7    | 0.507 (1.38)  | 11   | 0.234 (0.64) | 17   |                                        |
| 36-38                                                    | 2013年8月27日 | 1.320 (3.61) | 2    | 0.749 (2.04) | 6    | 0.712 (1.95)  | 8    | 0.301 (0.84) | 16   | 湖南衛視《璀璨人生》上檔               |
| 39-41                                                    | 2013年8月28日 | 1.416 (3.82) | 2    | 0.813 (2.17) | 6    | 0.674 (1.82)  | 8    | 0.282 (0.77) | 18   | 湖南衛視《花非花霧非霧》完結           |
| 42-44                                                    | 2013年8月29日 | 1.577 (4.21) | 1    | 0.894 (2.36) | 5    | 0.691 (1.85)  | 6    | 0.248 (0.68) | 18   |                                        |
| 45-46                                                    | 2013年8月30日 | 1.786 (4.79) | 1    | 0.857 (2.28) | 5    | 0.672 (1.78)  | 6    | 0.274 (0.73) | 16   |                                        |
| 平均收视率                                               | 平均收视率    | 1.1439       |      | 0.6212       |      | 0.4980        |      | 0.2472       |      |                                        |

1. 括號內容為收視份額。聯播劇集的收視排名為單一衛視，不作四衛視之總和再作排名統計。
2. 同時段劇集：
  - 湖南衛視 《花非花霧非霧》/《璀璨人生》
  - 江蘇衛視 《生死相依》/《愛情悠悠藥草香》
  - 安徽衛視 《龍門鏢局》/《愛情悠悠藥草香》
3. 由CSM索福瑞調查，調查範圍是四歲以上收看電視之觀眾。
4. 數據由央視索福瑞CSM46城測量儀提供
5. 資料來源：CSM（页面存档备份，存于）

### 台灣中視首播收視率
| 臺灣 中视主频 首播收视率 （AGB尼爾森） |          |                         |        |      | |
| 集數                                   | 週數     | 播出日期                | 收视率 | 排名 | 備註 |
| 1                                      | 1        | 2013年8月23日           | 1.69   | 4    | 首播 8/23 平均收視1.69 |
| 2-6                                    | 2        | 2013年8月26日－08月30日 | 2.47   | 3    | 8/26 平均收視 2.05 最高 2.78 8/27 平均收視 2.38 8/28 平均收視 2.51 最高 3.11 8/29 平均收視 2.66 8/30 平均收視 2.75                            |
| 7-11                                   | 3        | 2013年9月2日－09月6日   | 2.96   | 3    | 9/02 平均收視 2.88 9/03 平均收視 3.10 最高 3.49 9/04 平均收視 3.05 9/05 平均收視 2.60 9/06 平均收視 3.16                                      |
| 12-16                                  | 4        | 2013年9月9日－09月13日  | 3.28   | 3    | 9/09 平均收視 3.64 最高 4.82 9/10 平均收視 3.35 9/11 平均收視 3.31 9/12 平均收視 3.05 9/13 平均收視 3.05                                      |
| 17-21                                  | 5        | 2013年9月16日－09月20日 | 3.63   | 2    | 9/16 平均收視 3.40 9/17 平均收視 3.71 9/18 平均收視 3.61 9/19 平均收視 3.50 9/20 平均收視 3.91 再創中視多年來古裝劇無法收視率第二紀錄。       |
| 22                                     | 6        | 2013年9月23日           | 4.15   | 2    | 9/23 平均收視 4.15 最高 4.88 瞬間5.52% 打破2012年《三國》最高週平均3.64%收視率。 再創中視八點檔古裝劇收視率新紀錄。 完結篇播出時間20:00-21:00 |
| 平均收視                               | 平均收視 |                         | 3.03   | -    | 3.07 |

1. 同时段或交叉时段主要节目：
  - 三立：
    - 三立台灣台《天下女人心》
    - 三立都會台《幸福選擇題》

  - 台視：
    - 週一~週四《江南傳奇之十五貫／罪美麗》
    - 週五《金牌麥克風》

  - 民視《風水世家》
  - 華視《陸貞傳奇》
  - 大愛《心開運轉》
2. 数据由AGB尼爾森調查，調查範圍是四歲以上收看電視之觀眾。
3. 資料來源：中時娛樂、凱絡媒體週報

## 電視原聲帶
《蘭陵王電視原聲帶》由相信音樂製作發行，2013年8月16日於數位平台上架，1片CD，收錄13首歌，台灣於2013年8月30日發行。

## 週邊商品
- 《蘭陵王》寫真桌曆（隨蘭陵王 DVD附贈）由水靈文創於2012年12月27日發行。
- 《蘭陵王》原創小說由水靈文創於2013年5月14日發行。作者：春雷文創娛樂，出版日期：2013，ISBN 9789868836396。
- 《蘭陵王》影像書由水靈文創於2013年8月15日發行。
- 《蘭陵王》戲劇原聲帶由相信音樂於2013年8月30日發行。
- 《蘭陵王》精裝筆記書由水靈文創於2013年9月11日發行。
- 《蘭陵王》電視劇DVD由沙鷗影視於2013年10月10日發行。
- 《蘭陵王》DVD本片 + CD 原聲帶OST 套組於2013年10月10日發行。
- 《蘭陵王》原創故事小說+《蘭陵王》精裝筆記書套組於2013年9月27日發行。
- 《蘭陵王》原創故事小說+影像書套組於2013年9月30日發行。
- 《蘭陵王與陸貞傳奇：大動盪的魏晉南北朝史》（王擎天 著）於2013年12月發行。

## 製作團隊
- 出品人：任仲倫（中国大陆）、楊登魁（台灣）、楊自立（中国大陆）、張曉武（中国大陆）
- 導演：钟澍佳（香港）、周晓鹏（台灣）
- 總監製：陳玉珊（台灣）
- 監製：馮紹峰（中国大陆）
- 製片人：呂超（中国大陆）
- 执行制作人：罗刚
- 联合监制：张丹阳
- 編劇：吳至偉（台灣）、黃繼柔（台灣）、陳建豪（台灣）、江孟芝（台灣）
- 主視覺攝影：蜷川實花（日本）、昌明弘
- 摄影师：卢鑫、许大为、侯军、陈祺、陈泰、喻辉、魏韩
- 剪辑：魏东
- 武术指导：元彬
- 美术总监：钟志鹏
- 美术指导：郭强
- 服装设计：李敏慧
- 造型师：陈芳
- 总策划：潘洪业
- 策劃：陈倏盈、陈勇、于莉、黃小芬（台灣）
- 行銷：劉永祺（台灣）林瓗
- 出品公司：上海上影英皇文化、柏合麗娛樂傳媒集團、北京東王文化發展有限公司、上海耀客文化傳媒有限公司
- 劇照提供：北京東王文化發展有限公司《蘭陵王》攝影組
- 发行许可证号：剧审字(2013)第014号
- 电视剧制作许可证号：甲第265号

## 新聞與宣傳活動
| 時間          | 地點     | 活動               | 出席演員                       |
| ------------- | -------- | ------------------ | ------------------------------ |
| 2013年9月14日 | 臺灣     | 舉辦粉絲見面會     | 毛林林                         |
| 2013年10月5日 | 中国大陆 | 录制《快樂大本營》 | 陳曉東、毛林林、翟天臨、魏千翔 |

## 外部連結
- 《蘭陵王》騰訊網獨播專頁 （页面存档备份，存于）（简体中文）
- 蘭陵王的Facebook專頁（中文）
- 《蘭陵王》中視官方網站 （页面存档备份，存于）（中文）
- 《蘭陵王》新浪網專題 （页面存档备份，存于）（简体中文）
- 《蘭陵王》東方衛視專題（简体中文）
- 《蘭陵王》深圳衛視專題（简体中文）
- 《兰陵王》新浪电视鉴剧科專題 （页面存档备份，存于）（简体中文）
- 《兰陵王》观剧报告 网易娱乐 （页面存档备份，存于）（简体中文）
- 《蘭陵王》日本DVD網站 （页面存档备份，存于）（日語）
- 《蘭陵王》日本BS富士台網站（日語）
- 《蘭陵王》香港無綫電視官方網站 （页面存档备份，存于）（繁體中文）
- 《蘭陵王》日本LaLa TV網站（日語）
- '난릉왕'CHING網站 （页面存档备份，存于）
- 豆瓣电影上《蘭陵王》的資料 （简体中文）

## 作品的變遷
| 中国大陆 浙江衛視 中国蓝剧场 周日至周四19:30-22:00三集 周五、周六19:30-21:10二集 | 中国大陆 浙江衛視 中国蓝剧场 周日至周四19:30-22:00三集 周五、周六19:30-21:10二集 | 中国大陆 浙江衛視 中国蓝剧场 周日至周四19:30-22:00三集 周五、周六19:30-21:10二集 |
| -------------------------------------------------------------------------------- | -------------------------------------------------------------------------------- | -------------------------------------------------------------------------------- |
|                                                                                  | 蘭陵王 （2013.08.14 - 2013.08.30）[b]                                            |                                                                                  |
| 今夜天使降臨 （2013.07.31 - 2013.08.13）                                         | 小爸爸 （2013.09.02 - 2013.09.14）                                               |                                                                                  |
| 中国大陆 東方衛視 梦想剧场 周一至周五19:30-22:00三集 周六、周日19:30-21:10二集   |                                                                                  |                                                                                  |
| 龍門鏢局 （2013.07.30 - 2013.08.13）                                             | 蘭陵王 （2013.08.14 - 2013.08.30）[a]                                            | 小爸爸 （2013.09.02 - 2013.09.14）                                               |
| 中国大陆 深圳衛視 黄金剧场 每日19:30 三集連播                                    |                                                                                  |                                                                                  |
| 今夜天使降臨 （2013.07.31 - 2013.08.13）                                         | 蘭陵王 （2013.08.14 - 2013.08.30）                                               | 小爸爸 （2013.09.02 - 2013.09.14）                                               |
| 中国大陆 雲南衛視 浪漫剧场 每日19:30 三集連播                                    |                                                                                  |                                                                                  |
| 新戀愛時代 （2013.08.03 - 2013.08.13）                                           | 蘭陵王 （2013.08.14 - 2013.08.30）                                               | 光荣使命 （2013.08.31 - 2013.09.12）                                             |

| 臺灣 中視主頻、中視HD台 星期一至五 20:00 - 22:00 | 臺灣 中視主頻、中視HD台 星期一至五 20:00 - 22:00 | 臺灣 中視主頻、中視HD台 星期一至五 20:00 - 22:00 |
| ------------------------------------------------ | ------------------------------------------------ | ------------------------------------------------ |
|                                                  | 蘭陵王 （2013.08.23 - 2013.09.23）               |                                                  |
| 媽祖 （2013.07.31 - 2013.08.22）                 | 精忠岳飛 （2013.09.23 - 2013.11.06）             |                                                  |

| 美国 旧金山 KTSF26台 周一至周五21:00-22:00一集                              | 美国 旧金山 KTSF26台 周一至周五21:00-22:00一集                              | 美国 旧金山 KTSF26台 周一至周五21:00-22:00一集 |
| --------------------------------------------------------------------------- | --------------------------------------------------------------------------- | ---------------------------------------------- |
|                                                                             | 蘭陵王 （2013.09.09－2014.11.14）                                           |                                                |
| 赵氏孤儿案 （2013.05.13－2013.07.13） 火線三兄弟 （2013.07.16－2013.09.06） | 老米家的婚事 （2013.11.15－2014.01.01） 舞乐传奇 （2014.01.02－2014.03.04） |                                                |

| 美国 洛城18台 每周一至周五 7-8pm | 美国 洛城18台 每周一至周五 7-8pm    | 美国 洛城18台 每周一至周五 7-8pm |
| -------------------------------- | ----------------------------------- | -------------------------------- |
|                                  | 蘭陵王 （2013.10.08－2013.12.11）   |                                  |
| 待查                             | 辣媽正傳 （2013.12.12－2014.02.06） |                                  |

| 臺灣 中天娛樂台 星期一至五 20:00 - 21:00 | 臺灣 中天娛樂台 星期一至五 20:00 - 21:00 | 臺灣 中天娛樂台 星期一至五 20:00 - 21:00 |
| ---------------------------------------- | ---------------------------------------- | ---------------------------------------- |
|                                          | 蘭陵王 （2013.10.24 - 2013.12.26）       |                                          |
| 精忠岳飛 （2013.07.25 - 2013.10.23）     | 宮鎖心玉 (2013.12.27 - 2014.02.11)       |                                          |
| 臺灣 中天娛樂台 星期一至五 20:00 - 21:00 |                                          |                                          |
| 傾城絕戀 （2014.02.14 - 2014.04.10）     | 蘭陵王 （2014.04.11 - 2014.05.23）       | 新天龍八部 (2014.05.26 - 2014.08.06 )    |

| 马来西亚 Astro全佳HD 每周一至周五 7-8pm    | 马来西亚 Astro全佳HD 每周一至周五 7-8pm  | 马来西亚 Astro全佳HD 每周一至周五 7-8pm |
| ------------------------------------------ | ---------------------------------------- | --------------------------------------- |
|                                            | 兰陵王 （2014年1月15日－2014年3月26日）  |                                         |
| 精忠岳飛 （2013年10月10日－2014年1月14日） | 深宫谍影 （2014年3月27日－2014年5月9日） |                                         |

| 日本 BS富士 星期一至五 15:00 - 16:00（日本时间） | 日本 BS富士 星期一至五 15:00 - 16:00（日本时间） | 日本 BS富士 星期一至五 15:00 - 16:00（日本时间） |
| ------------------------------------------------ | ------------------------------------------------ | ------------------------------------------------ |
|                                                  | 蘭陵王 （2014年2月6日 - 2014年4月11日）          |                                                  |
| 大奥 （2013年8月29日 - 2014年2月5日）            | 大风水 （2014年4月14日 - ?）                     |                                                  |

| 香港 無綫網絡電視煲劇2台 亞洲王牌劇場 星期一至五11:30 - 12:30、17:30 - 18:30及22:30 - 23:30             | 香港 無綫網絡電視煲劇2台 亞洲王牌劇場 星期一至五11:30 - 12:30、17:30 - 18:30及22:30 - 23:30 | 香港 無綫網絡電視煲劇2台 亞洲王牌劇場 星期一至五11:30 - 12:30、17:30 - 18:30及22:30 - 23:30 |
| --- | ------------------------------------------------------------------------------------------- | ------------------------------------------------------------------------------------------- |
| | 蘭陵王 （2014.03.31 - 2014.06.02）                                                          |                                                                                             |
| 火之女神 （2014.02.13 - 2014.03.28）                                                                    | 楚漢 （2014.06.03 - 2014.09.04）                                                            |                                                                                             |
| 香港 高清翡翠台 星期一至五 高清劇場 23:45 - 00:45（其他重播時段請參見這裡） · 1月6日及7日 00:00 - 01:00 |                                                                                             |                                                                                             |
| 隋唐演義 （2014.08.07 - 2014.10.31）                                                                    | 蘭陵王 （2014.11.03 - 2015.01.07）                                                          | 宮鎖連城 （2015.01.08 - 2015.03.13）                                                        |
| 香港 無綫電視翡翠台 星期一至五 10:30 - 11:30 · 6月9日、7月1日及14日 暫停播映                            |                                                                                             |                                                                                             |
| 像火花像蝴蝶 （2016.03.23 - 2016.05.16）                                                                | 蘭陵王 （2016.05.17 - 2016.07.22）                                                          | 我係小廚神 （2016.07.25 - 2016.08.01）                                                      |

| 新加坡 新傳媒8頻道 每周六 22:30-00:30 | 新加坡 新傳媒8頻道 每周六 22:30-00:30      | 新加坡 新傳媒8頻道 每周六 22:30-00:30 |
| ------------------------------------- | ------------------------------------------ | ------------------------------------- |
|                                       | 兰陵王 （2015年1月31日—2015年7月4日）      |                                       |
| 电影时段                              | 倾世皇妃 （2015年7月11日－2015年11月28日） |                                       |

| 臺灣 東森戲劇台 星期六至日 20:00 - 22:00 · 12月3日 21:00 - 22:00 | 臺灣 東森戲劇台 星期六至日 20:00 - 22:00 · 12月3日 21:00 - 22:00 | 臺灣 東森戲劇台 星期六至日 20:00 - 22:00 · 12月3日 21:00 - 22:00 |
| ---------------------------------------------------------------- | ---------------------------------------------------------------- | ---------------------------------------------------------------- |
|                                                                  | 蘭陵王 （2016.12.03 - 2017.02.26）                               |                                                                  |
| 宮 （2016.10.02 - 2016.12.03）                                   | 必勝練習生 （2017.03.04 -）                                      |                                                                  |

^  a. 2013年8月30日和31日，东方卫视梦想剧场播出《兰陵王精编版》，共3集；9月1日，梦想剧场播出《小爸爸》开播特别节目。

^  b. 2013年8月31日和9月1日，浙江卫视中国蓝剧场播出的节目分别是电影《大笑江湖》和电影《枪王之王》。